# Velvet (серия комиксов)
Velvet — серия комиксов, которую в 2013—2016 годах издавала компания Image Comics.

## Синопсис
Вельвет Темплтон — секретный агент, дослужившийся до должности заместителя директора. Однако когда убивают лучшего сотрудника, ей приходится вернуться на улицы. События разворачиваются во времена Холодной войны.

## История создания
Эптинг захотел работать над комиксом, когда Брубейкер рассказал ему об идеи в баре. Изначально сценарист думал сделать 80-страничный графический роман, но затем решил создать продолжающуюся серию комиксов. Он ждал, пока Эптинг закончит свой контракт с Marvel Comics, прежде чем начать работу.

## Коллекционные издания
| Название                                     | Тип              | Дата выхода      | Собранный материал | Кол-во страниц | ISBN                       |
| -------------------------------------------- | ---------------- | ---------------- | ------------------ | -------------- | -------------------------- |
| Velvet, Vol. 1: Before the Living            | Мягкая обложка   | 18 июня 2014     | Velvet #1-5        | 128            | 978-1607069645, 1607069644 |
| Velvet, Vol. 2: The Secret Lives of Dead Men | Мягкая обложка   | 20 мая 2015      | Velvet #6-10       | 128            | 978-1632152343, 1632152347 |
| Velvet, Vol. 3: Man Who Stole the World      | Мягкая обложка   | 21 сентября 2016 | Velvet #11-15      | 136            | 978-1632157270, 1632157276 |
| Velvet, Deluxe Edition                       | Твёрдый переплёт | 29 марта 2017    | Velvet #1-15       | 416            | 978-1632159151, 1632159155 |

## Реакция

### Отзывы критиков
На сайте Comic Book Roundup серия имеет 8 баллов с половиной из 10 на основе 192 рецензий. Мелисса Грей из IGN дала первому выпуску оценку 9,7 из 10 и написала, что «Вельвет Темплтон — не девушка [Джеймса] Бонда и не феминизированный Бонд», а «сложный и противоречивый персонаж». Келли Томпсон из Comic Book Resources посчитала, что «рисунки Эптинга восхитительны и хорошо продуманы во всех смыслах». Скотт Седерланд из Newsarama поставил дебюту 8 баллов из 10 и предположил, что, будучи заместителем директора, Вельвет «[полностью] управляет ARC-7, но никто этого не осознаёт». Джейсон Сакс из Comics Bulletin присвоил первому выпуску 4 звезды из 5 и был «счастлив сказать, что этот комикс соответствует всей шумихи вокруг него». Тони Герреро из Comic Vine вручил дебюту 5 звёзд из 5 и написал, что «это серия, которая заставит вас лично поблагодарить Эда Брубейкера за то, что он придумал».

### Продажи
Ниже представлен график продаж сборников комикса за их первый месяц выпуска на территории Северной Америки.

## Телесериал
В октябре 2017 года стало известно, что Paramount Television разрабатывает сериал на основе комикса. Кайл Киллен пишет сценарий к пилотной серии. Он также выступает исполнительным продюсером вместе с Китом Редмоном, Стивом Голином, Скоттом Пеннингтоном и Брубейкером. Эптинг будет продюсером.